# ルックアップふくおか
『ルックアップふくおか』は、2011年4月4日から2017年3月31日までTVQ九州放送で放送されていたローカルニュース番組である。

## 概要
TVQは本番組の開始前まで、TXNの夕方ニュース番組『NEWS FINE』（2部）のローカルパートとして『NEWS FINE FUKUOKA』を放送してきた。しかし2011年、週末朝の『九州けいざいNOW』を終了させる代わりに、それまで手薄になりがちだった夕方のニュース番組を再強化する方針が決められ、さらに新たにオリジナルタイトルを定めた。こうして出来上がったのがこの番組である。
前番組がローテーション担当だったのに対し、この番組は2013年度まで出演者を完全に固定していた。
番組公式サイトではキャスターとして山本圭介と天野貴子（天野以外TVQアナウンサー、天野のみ当時TVQアナウンサー、以下同）が紹介されていたが、2014年度前半は2人ともキャスターとして出演しない場合があった。
2014年6月13日の放送では結城亮二と立花麻理がキャスター、天野が「週末チェッキュウ!!」の中継リポーター、2014年7月11日の放送では山本と立花がキャスター、結城が「週末チェッキュウ!!」の中継リポーター、2014年8月1日の放送では結城と立花がキャスター、古山かおりが「週末チェッキュウ!!」の中継リポーターとして出演するように、出演者が流動的になっていた。
天野退職後、番組公式サイトが更新され、結城、山本、古山がキャスターとして紹介されている。
協力：日本経済新聞社、西日本新聞社。番組での表記は後先が月替わりで入れ替わっていた。（現在は固定されている。）
2017年3月31日で終了し、後継番組は「ふくおかサテライト/同FRIDAY」。

## 放送時間
- 月曜 - 木曜 17:15 - 17:25、金曜 17:15 - 17:30
  - 2012年9月までは月曜 - 木曜も17:30まで放送。
  - 2016年11月4日までは17:13から放送されていた。
  - 実際にはCMが1分間流れて本編が始まる。
  - 祝日と重なった場合も放送される。
  - 2015年10月2日よりローカルニュースを内包した「週末ランキング チカバケ!」が始まることに伴い、金曜のみ2015年9月で放送終了したが、「 - チカバケ!」終了により2016年4月より金曜の放送が再開された。

## 主なコーナー
- ニュース
- 18時57分から放送のホークス戦の予告（主に火曜）
- 週末チェッキュウ!!（金曜、『NEWS FINE FUKUOKA』からの継続）
- 天気予報
- 日経電子版チェック（休止の場合が多い）
- 特集（月曜 - 木曜）（休止の場合が多い）

特集を放送する場合は5分拡大する場合がある。

## 出演者
- 山本圭介（月曜 - 水曜）
- 結城亮二（木曜 - 金曜）
- 古山かおり（2014年8月1日 - 、月曜 - 木曜はキャスター　金曜は「週末チェッキュウ!!」のリポーターとして出演する。2014年8月1日から2015年3月までは「週末チェッキュウ!!」のときのみ出演）

## 過去の出演者
- 立花麻理（ - 2014年8月1日、産休のため降板）

当番組開始から3年間、金曜の「週末チェッキュウ!!」リポーターとして出演していたが、産休直前のときはキャスターとしてスタジオに出演していた。
- 天野貴子（ - 2015年3月、退職のため降板）